# Capela Haller din Sânpaul
Capela Haller din Sânpaul (în maghiară Haller-temetőkápolna) este un monument istoric aflat pe teritoriul satului Sânpaul, comuna Sânpaul. În Repertoriul Arheologic Național, monumentul apare cu codul 119475.03. Se mai cunoaște sub denumirile de Capela Maria sau Imola. 

## Istoric
Capela familiei Haller se află în cimitirul catolic din localitate, pe Dealul Capelei (maghiară Kápolna-hegy). A fost construită între 1745-1760 de contesa Klára Károlyi ca o ofrandă votivă pentru salvarea miraculoasă a locuitorilor aflați pe lacul înghețat din Miheșu de Câmpie. Capela și cimitirul îngrădit cu zidul masiv sunt locul tradițional de înmormântare a familiei Haller.

## Galerie

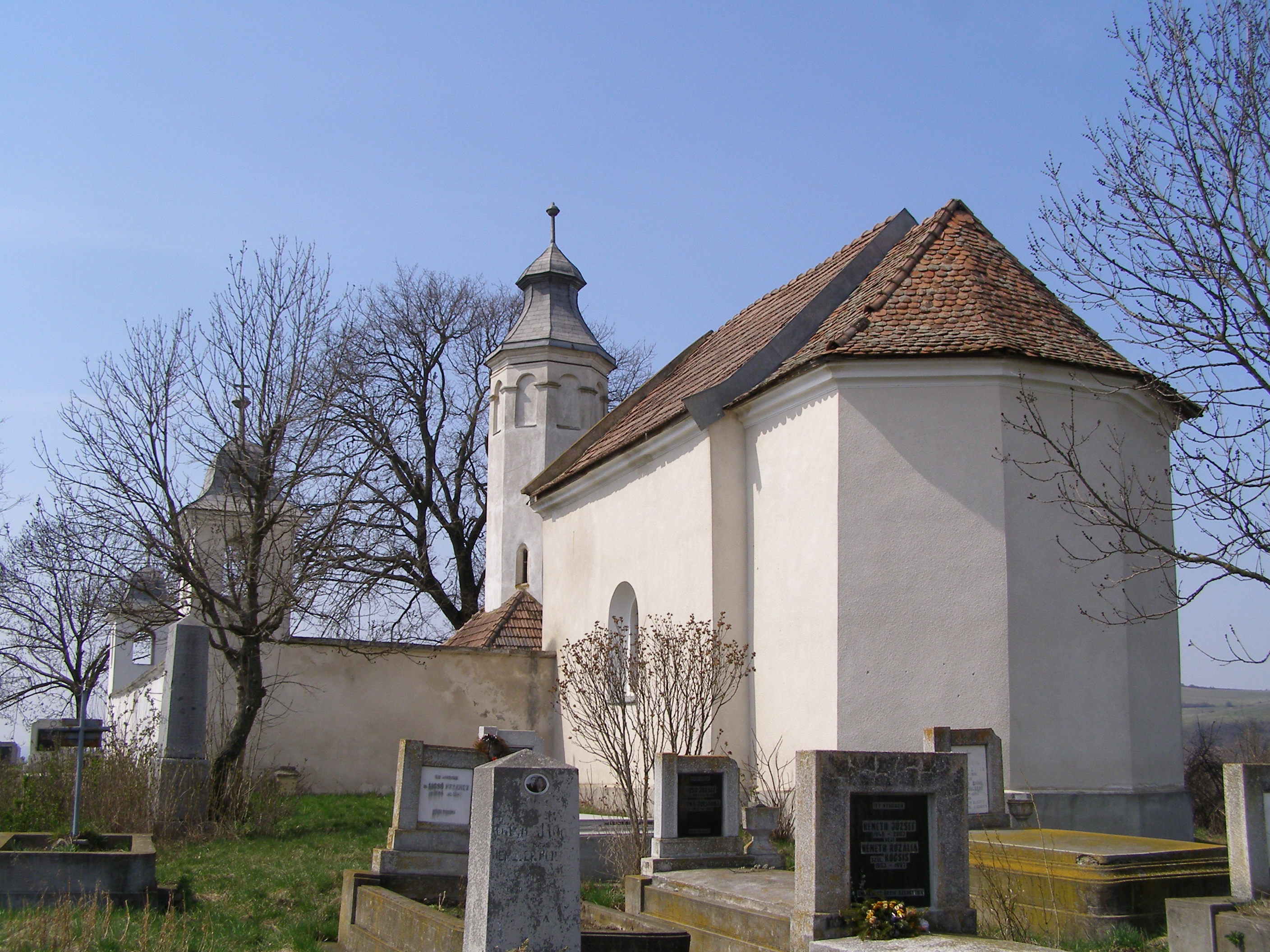
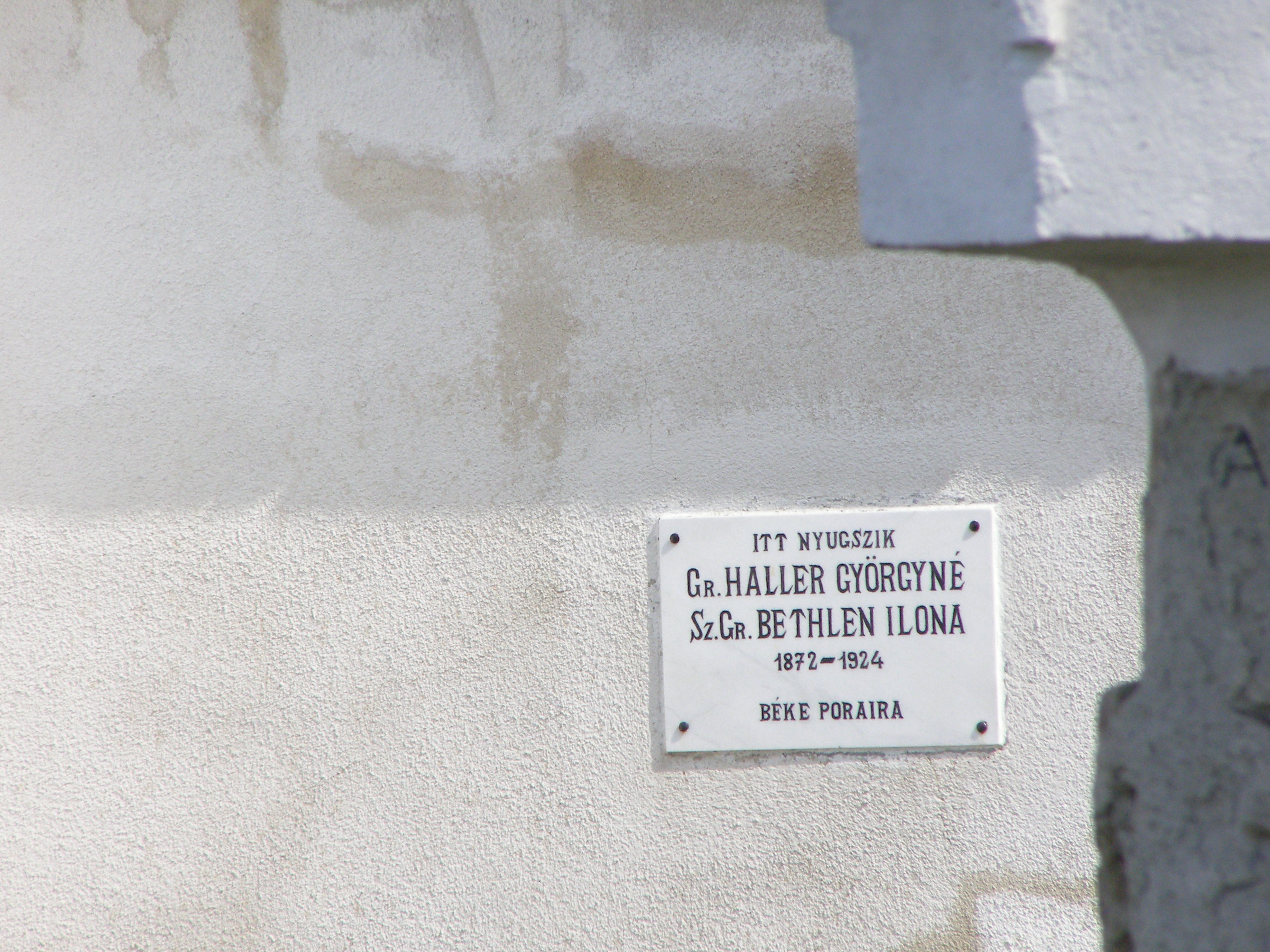
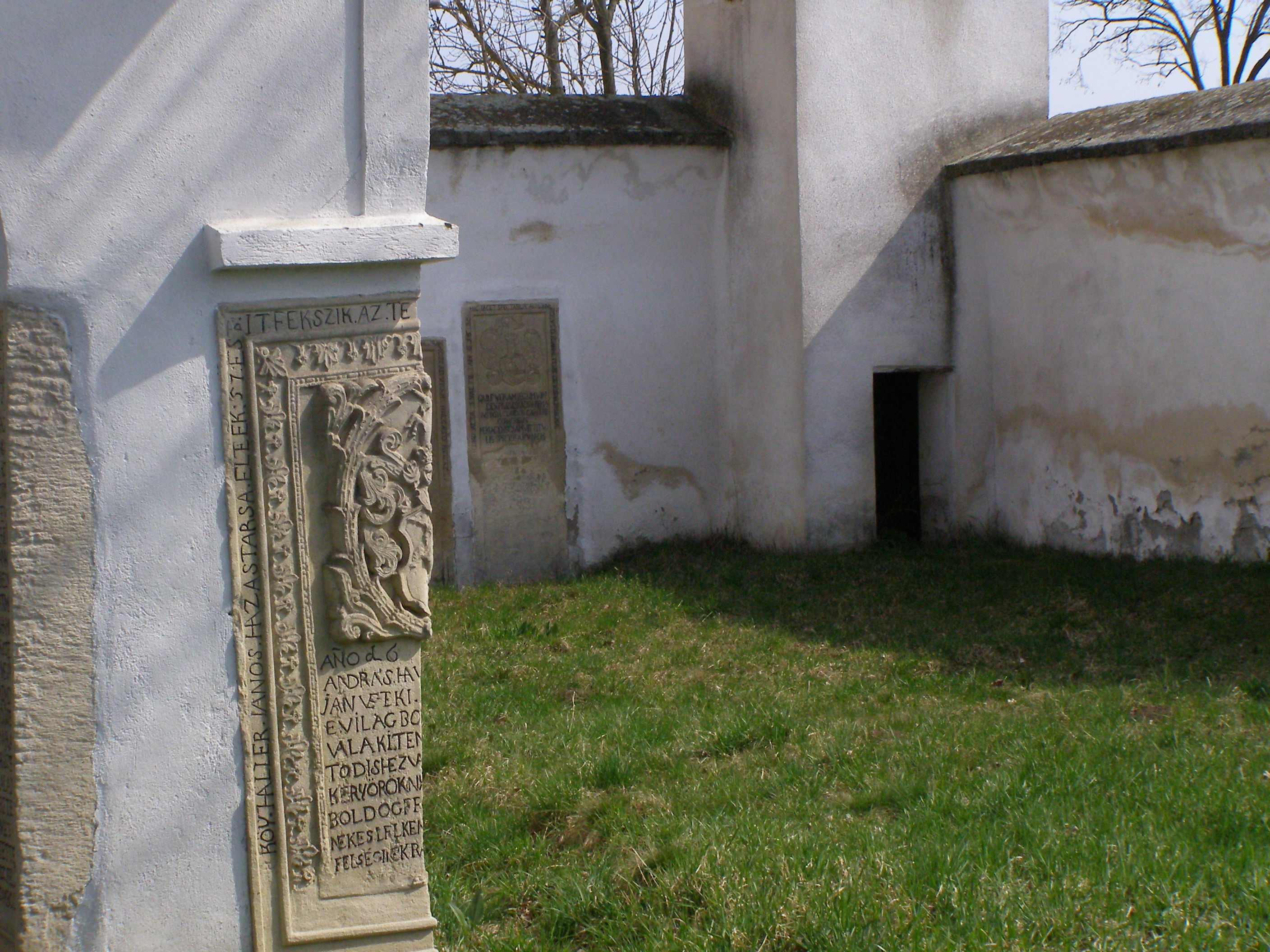
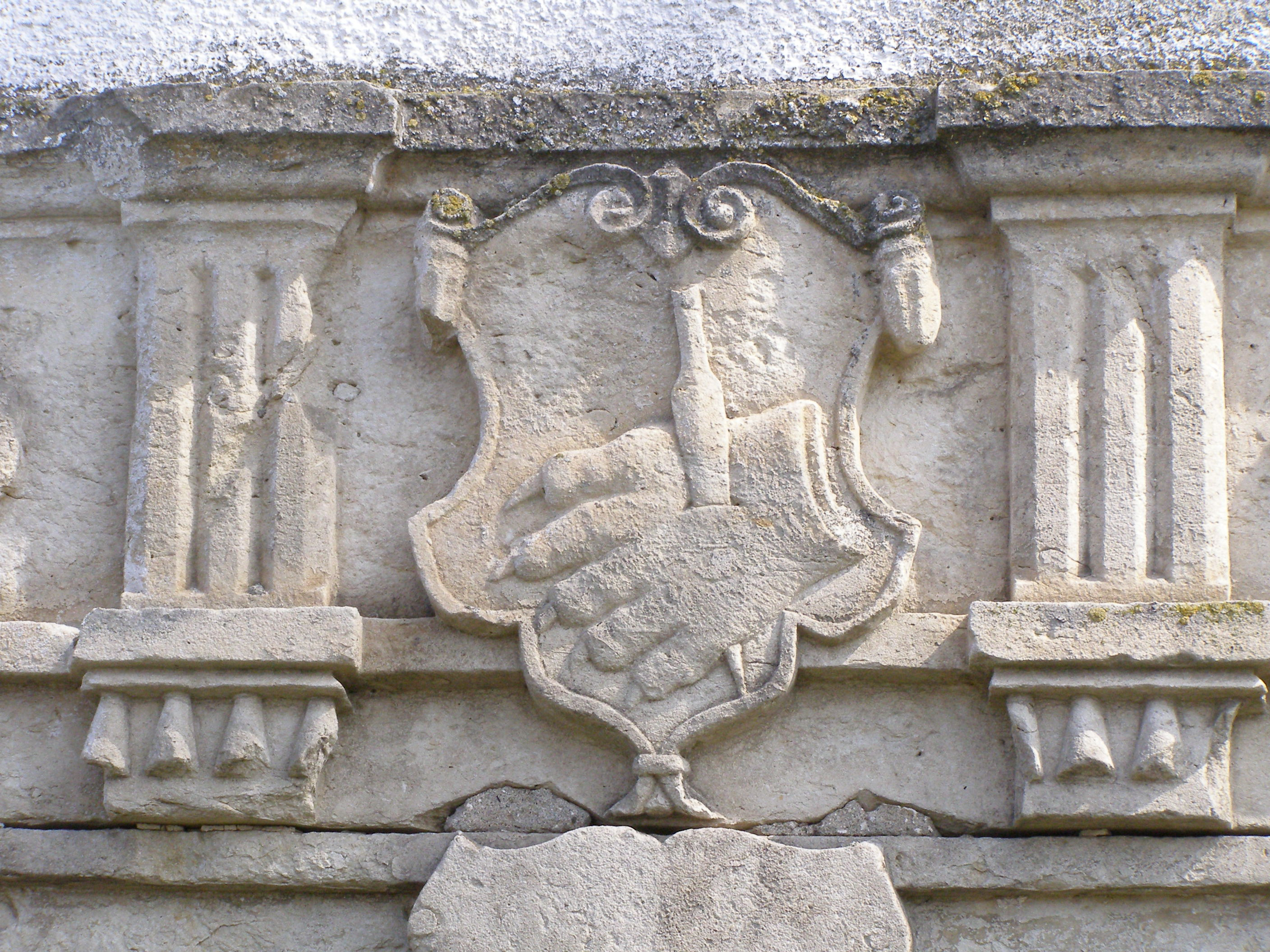
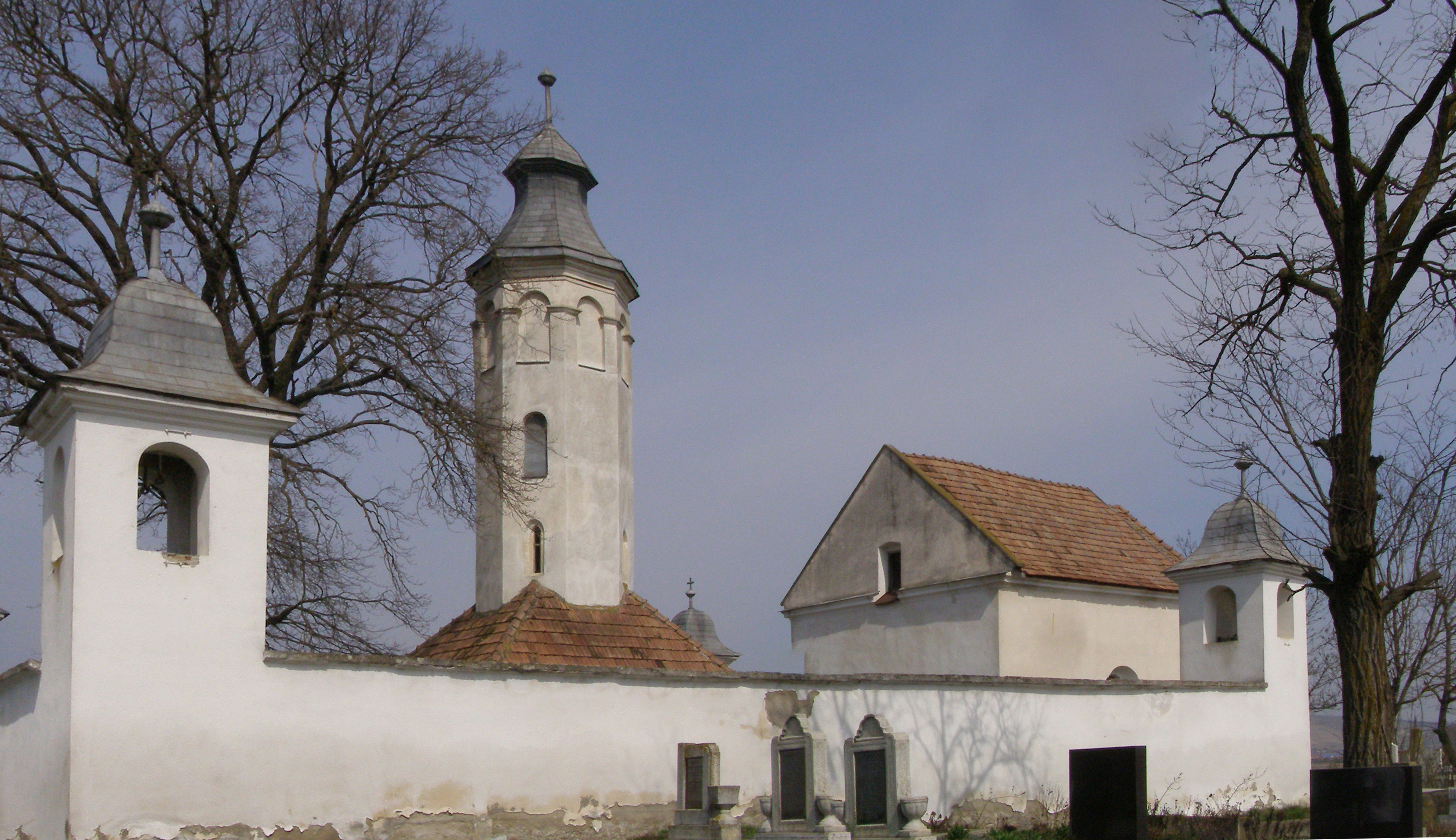